# Albert Razine
Pour les articles homonymes, voir Razine.
Albert Alexeïevitch Razine (oudmourte : Альберт Алексеевич Разин, 12 juin 1940 – 10 septembre 2019) est un militant des droits linguistiques des Oudmourtes et un néopaganiste qui s'est immolé dans le centre d'Ijevsk, la capitale de la république d'Oudmourtie, afin de protester contre la politique linguistique du gouvernement fédéral russe et la russification du peuple oudmourte.

## Biographie
Albert Razine est né dans une famille paysanne du raïon d'Alnachi au sein de la république d'Oudmourtie.
En 1962, il est diplômé de l'université pédagogique d'État d'Oudmourtie (en). Il devient ensuite candidat ès sciences en philosophie. Au début des années 1990, Razine dirige un institut à l'Université d'État d'Oudmourtie.
Razine est un militant du mouvement national oudmourte, activement engagé dans la protection de la langue oudmourte. Avec d'autres militants, il lance de nombreuses actions militantes contre la politique de russification du gouvernement fédéral, telles que l'annulation de l'enseignement obligatoire des langues minoritaires dans les écoles. Il est également connu pour son revivalisme des traditions oudmourtes et du néopaganisme oudmourte.

## Auto-immolation
Le 10 septembre 2019, Albert Razine se présente devant le Conseil d'État d'Oudmourtie à Ijevsk, la capitale oudmourte, en compagnie d'un autre militant oudmourte, Andreï Perevoztchikov. Razine tient deux affiches rédigée en russe. Sur l'une est indiquée « Si ma langue meurt demain, alors je suis prêt à mourir aujourd'hui » (une citation de Rassoul Gamzatov, un poète avar). Sur l'autre, il a écrit : « Ai-je une patrie ? ». Il s'asperge ensuite d'essence et s'immole. 
Perevozchikov, ignorant les intentions de Razine, a tenté d'éteindre les flammes à l'aide d'un extincteur du bâtiment du Conseil, mais l'appareil s'est avéré défectueux. Razine, transporté à l'hôpital dans un état critique, avec des brûlures sur près de 100 % de son corps, décède quelques heures plus tard.
Le Conseil d'État d'Oudmourtie a reporté sa session à la suite de l'incident.
Des militants des droits linguistiques de plusieurs régions de Russie (Tchouvachie, Bachkortostan et autres), ainsi que des universitaires et des responsables de Finlande et d'Estonie  et de Human Rights Watch ont exprimé leur solidarité avec les demandes de Razine,.

## Famille
Razine était marié, le couple avait eu une fille, âgée 18 ans au moment de la mort de son père.

## Voir également
- Vassyl Makoukh
- Romas Kalanta